# Mas de las Matas
Mas de las Matas est une commune d’Espagne, dans la province de Teruel, communauté autonome d'Aragon comarque de Bajo Aragón.

## Lieux et monuments

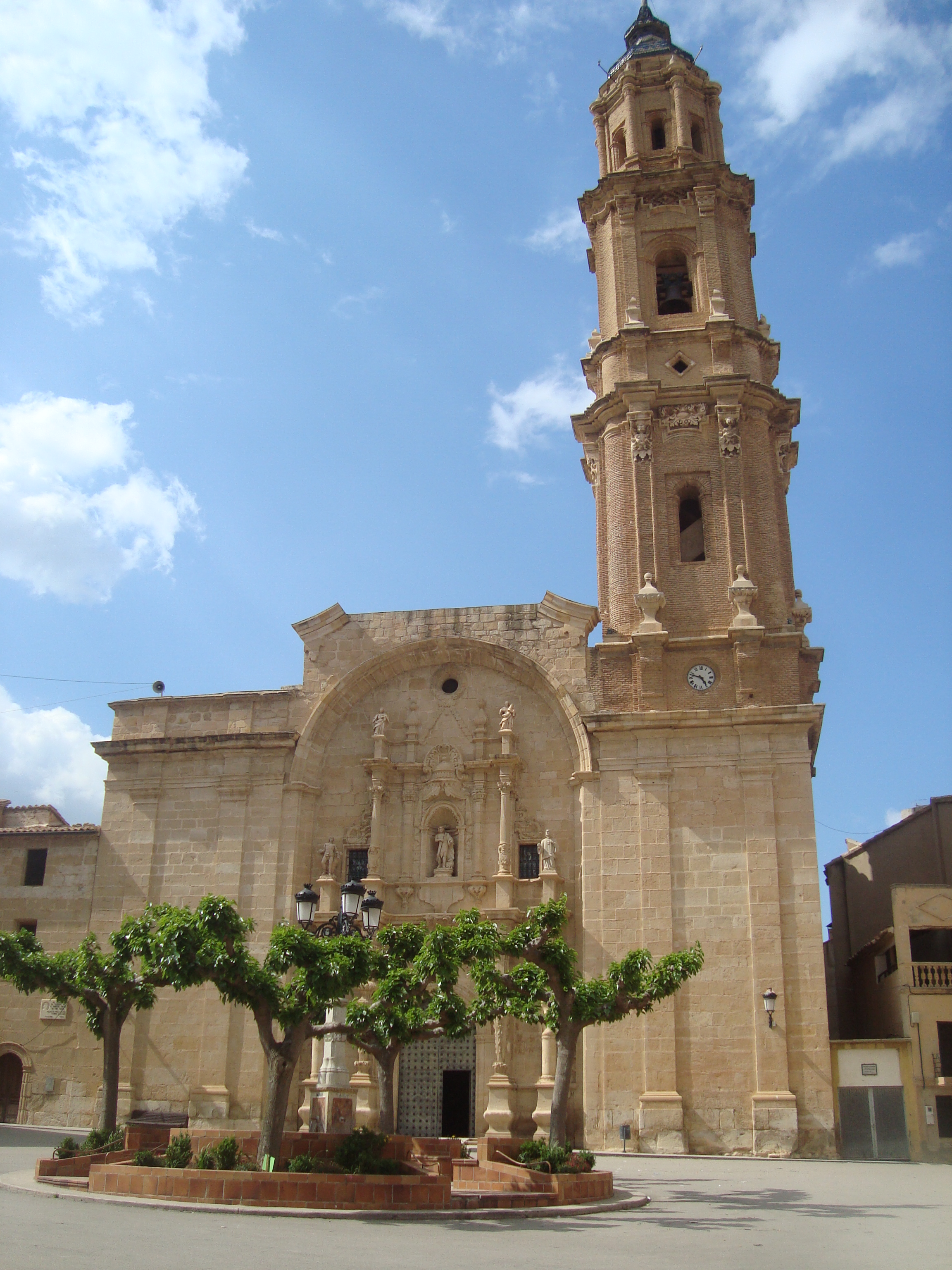
Église de San Juan Bautista (Mas de las Matas)

- Ruines du château médiéval de Villarplano (Ancienne possession de l'ordre du Saint Rédempteur (es) puis à partir de 1196 de l'ordre du Temple).

## Liens externes

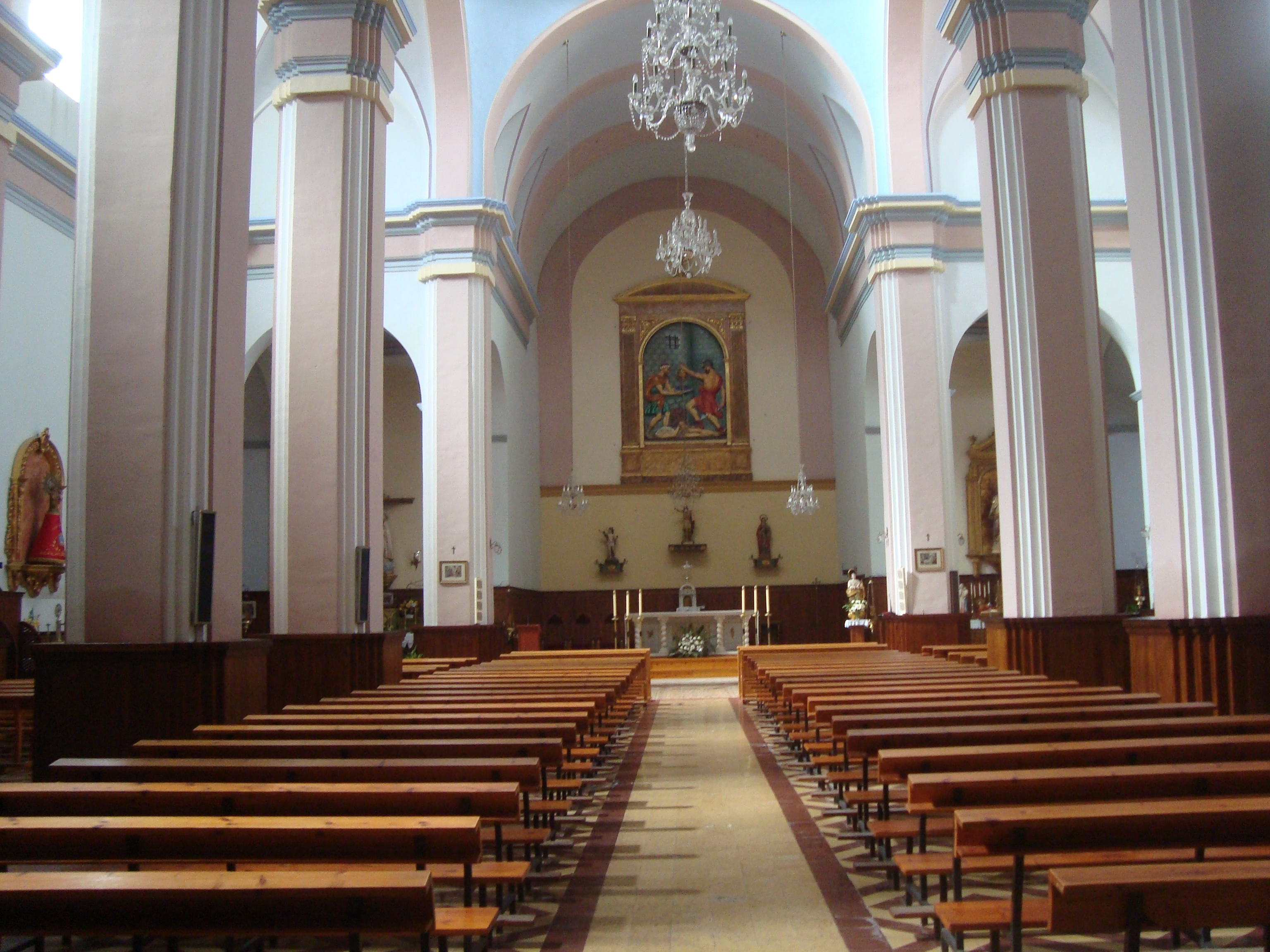
Église de San Juan Bautista (Mas de las Matas)

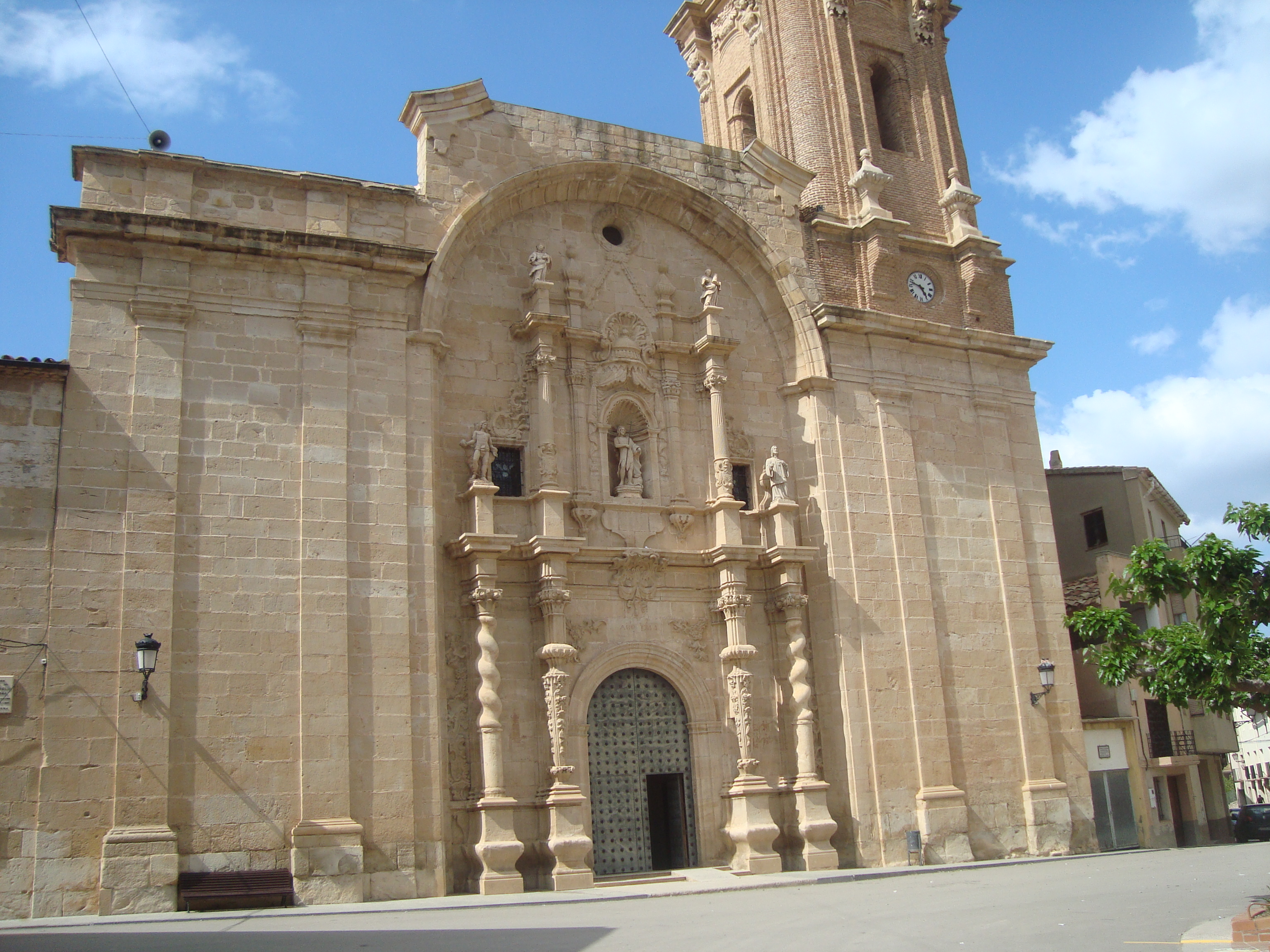
Église de San Juan Bautista de Mas de las Matas

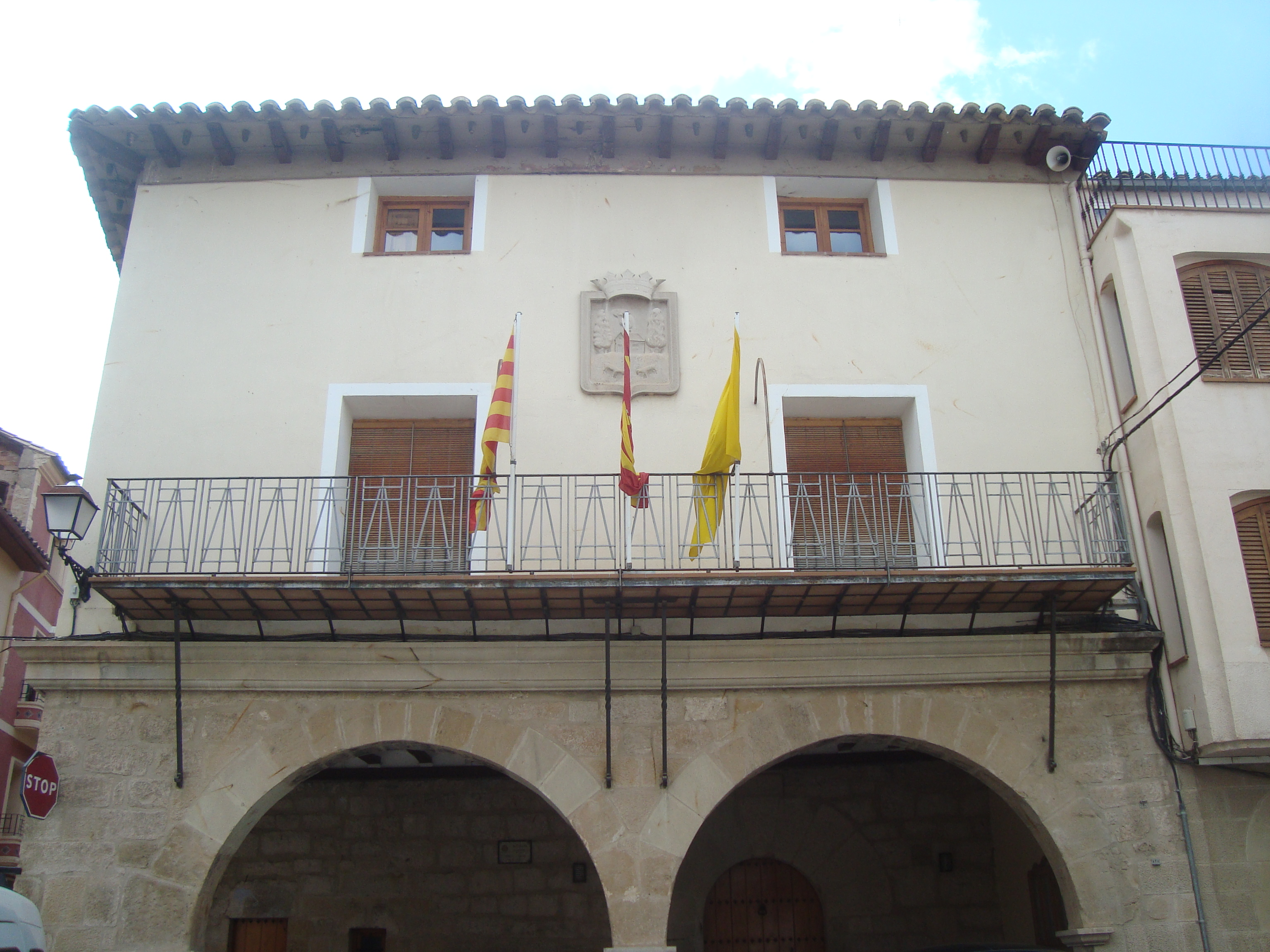
Ayuntamiento de Mas de las Matas